# 第2攻击战斗机中队
第2攻击战斗机中队(VFA-2)是美国海军装备F/A-18F超级大黄蜂战斗机的攻击战斗机中队，其总部设在加利福尼亚州勒莫尔海军航空站。该中队隶属于第2舰载机联队(CVW-2)，这是一个复合部队，由多种飞机组成，主要负责执行各种作战和支援任务。

## 历史
历史上分别有四个不同的中队被指定为第2攻击战斗机中队。但如果一个新的中队以相同的名称组建，美国海军不承认其具有前一个中队的直接血统。但通常，新组建的中队会采用早期中队的昵称、徽章和传统。

### 1970年代

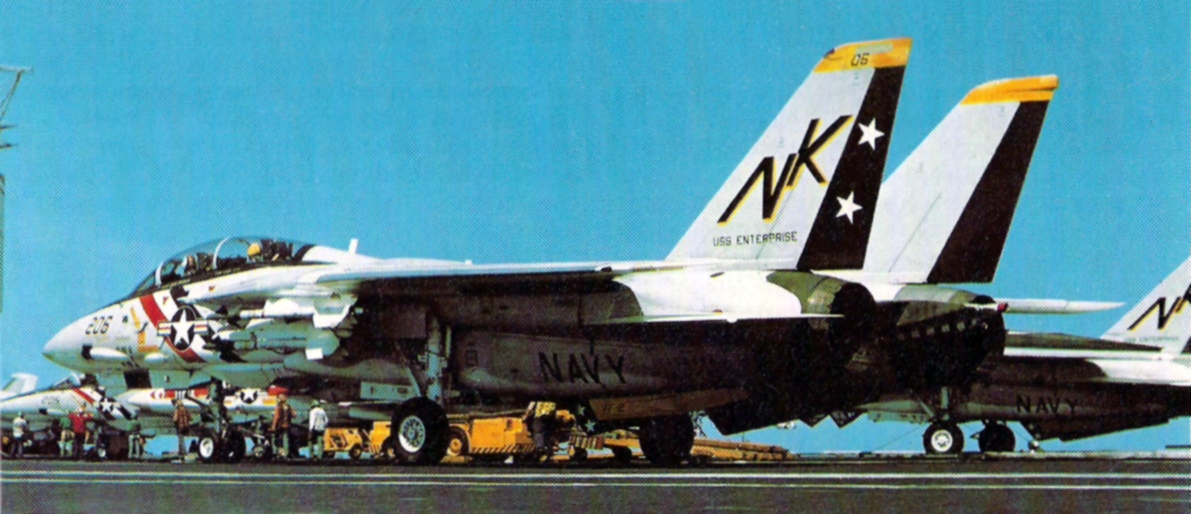
1975年首次部署在企业号上的F-14A。

第2攻击战斗机中队，又被称为“赏金猎人”，成立于1972年10月14日。组建之初，该中队装备有F-14A雄猫战斗机。该中队于1973年7月完成了机组人员训练并接收了第一架雄猫，并于1974年春季达到了12架雄猫战机的满编规模。
该中队的初始部署是在1974年，她和姊妹第1战斗机中队一起登上了企业号航母。该中队曾飞越西贡以支援1975年4月撤离美国人员的常风行动。

### 1980年代

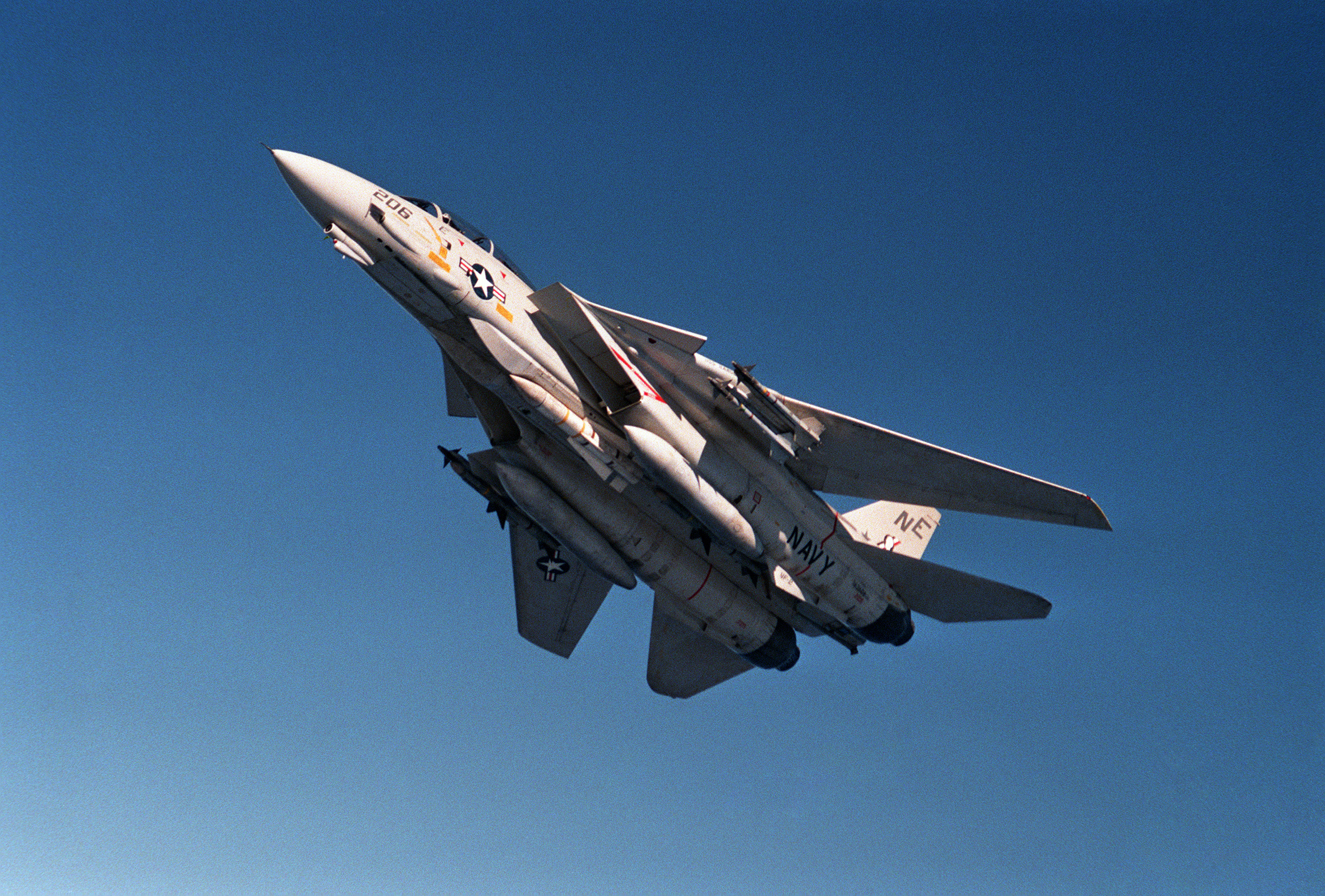
1988年，配备有AIM-9响尾蛇、AIM-7麻雀和AIM-54凤凰空空导弹的F14A

第2战机中队于1980年9月被分配到突击者号航空母舰，在伊朗人质危机期间，该中队随航母在印度洋和波斯湾执勤。
1984年6月2日，该中队成为第一个从航空母舰上起飞F-14并同时牵引空对空火炮目标的中队。 1987年，该中队完成了突击者号航母的第260,000次飞机着陆。

### 1990年代

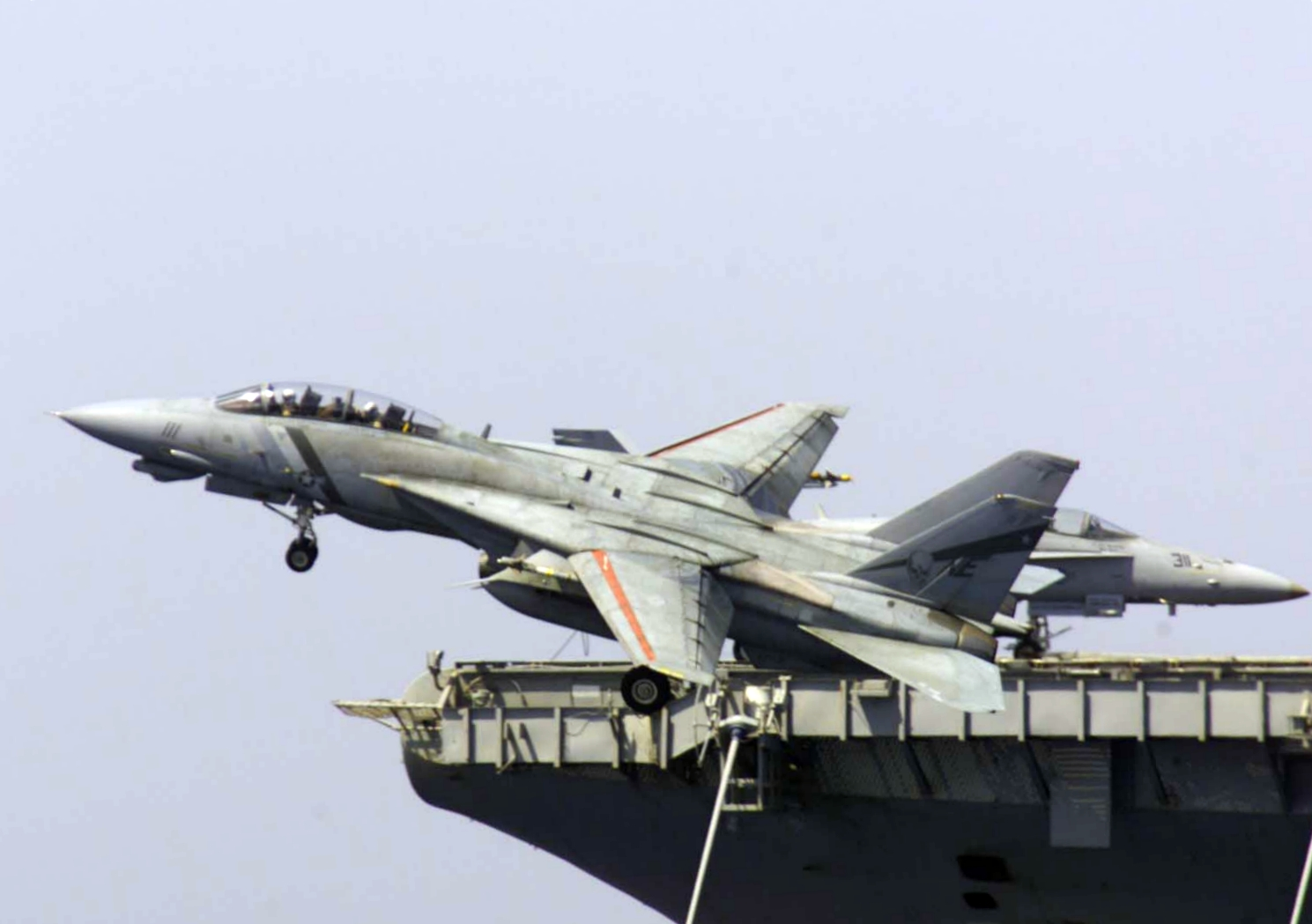
F-14D雄猫在从其中一个腰部弹射器发射后经过星座号航母

该部队于1990年代参加了沙漠风暴行动，主要执行护航、侦察和战斗空中巡逻 (CAP) 等任务。在1992-1993巡航之后，突击者号航母退役（与该中队的姊妹中队第1中队一起），第2中队转至星座号航母。与此同时，该中队的装备更换为F-14D。
1996年4月，该中队的F-14D增设了LANTIRN红外瞄准吊舱，使得这些飞机可以精确打击目标。
在1999年的巡航期间，该中队参与了南方守望行动，并于9月9日袭击了巴士拉周围的地对空导弹基地和高射炮阵地。同一天，一架雄猫与2架伊拉克空军MiG-23交战，这些MiG-23从巴格达起飞后被雄猫的导弹瞄准。但这些导弹没能击中目标，因为米格在检测到导弹发射后立即向北脱离。

### 2000年代

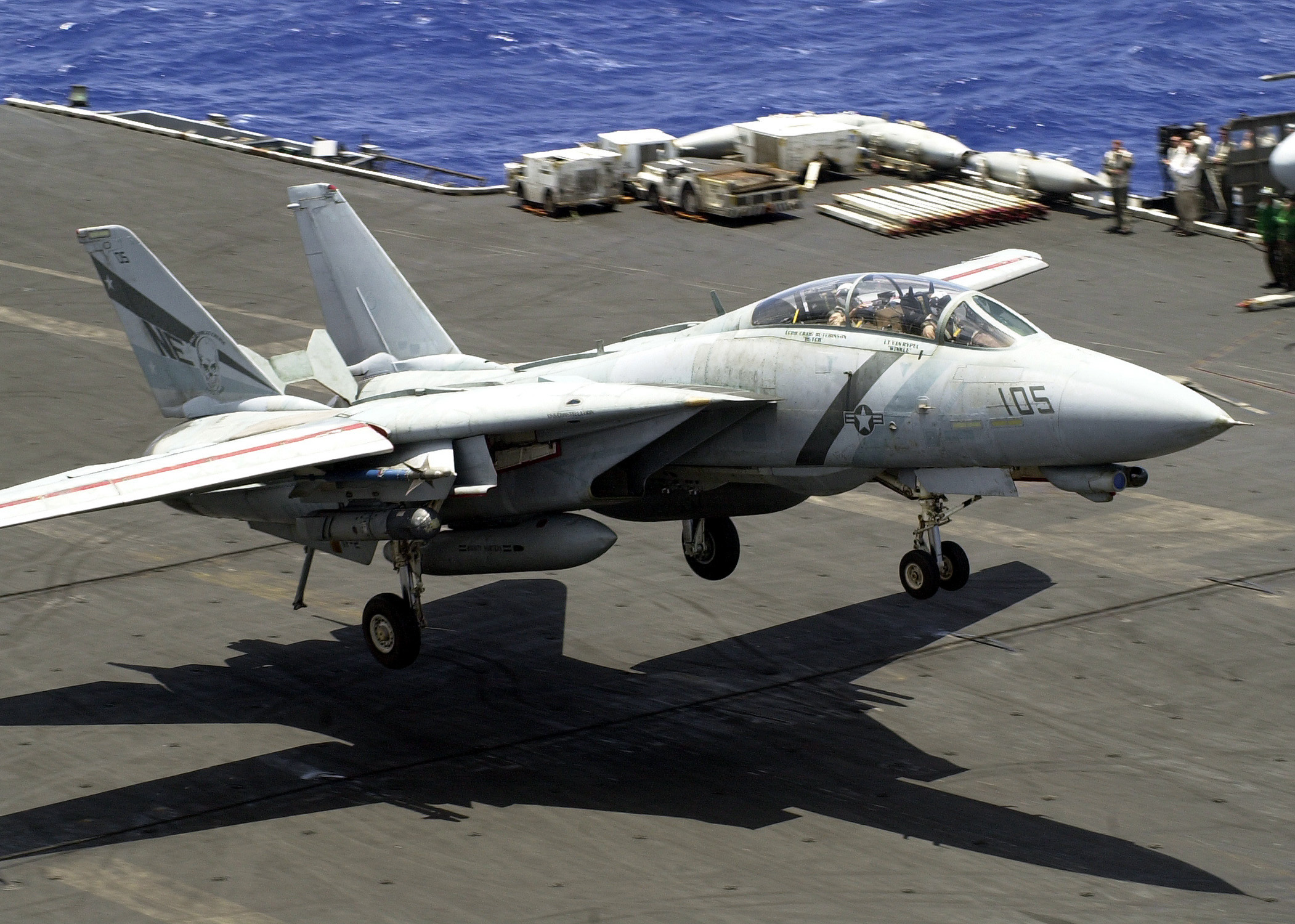
2003年，该中队的F-14D在星座号航母上着陆

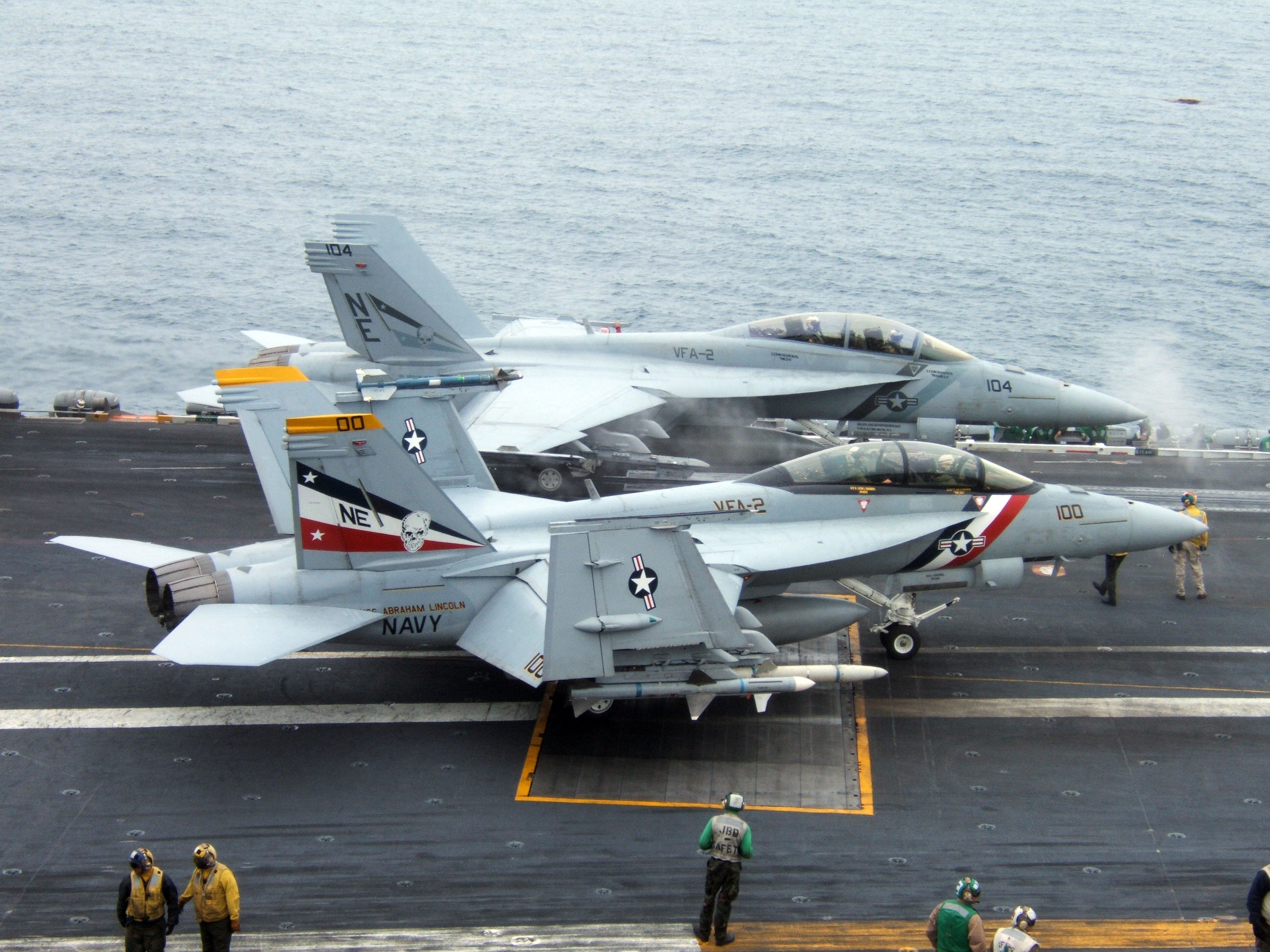
该中队停在亚伯拉罕·林肯号航母上的F/A-18F

2001年，该中队为南方守望行动提供空中支援。
在2002-2003年的部署期间，也就是使用雄猫的最后一次巡航，该中队参加了伊拉克战争，并执行了大量的任务，包括侦察、近距离空中支援和打击任务。2003年2月28日，在南方守望行动期间，该中队飞行了483架次，投下了294枚激光制导炸弹。
2003年7月1日，该中队更名为第2攻击战斗机中队，并开始装备F/A-18F超级大黄蜂。该中队于2003年10月6日接收第一架飞机。
该中队于2004年10月被部署到亚伯拉罕·林肯号航母上。在支持统一援助行动后，该中队于2005年3月进行休整。
2008年3月13日，该中队前往波斯湾进行为期7个月的巡逻任务，并于10月8日返回美国本土。

### 2010年代
2010年9月11日，该中队随亚伯拉罕·林肯号航空母舰前往阿拉伯海和波斯湾执行巡逻任务。
在这一阶段，第2攻击战斗机中队已经列装了配备有AESA雷达的新型Block II F/A-18F超级大黄蜂。